# Ed Delahanty
Edward James Delahanty (30 octobre 1867 - 2 juillet 1903) fut un joueur de baseball américain dans les Ligues majeures de baseball. 
Sa moyenne au bâton est classée 3e par la Ligue majeure de baseball depuis les débuts des Ligues majeures. Sa carrière a commencé faiblement, ne frappant que 0,228. Sa moyenne a augmenté à 0,296 l'année suivante. 1893 fut sa première saison notable, avec une moyenne de 0,368 avec 19 coups de circuit. En 1894 et 1895 il a frappé une moyenne au-dessus de 0,400, remportant donc le titre du champion de la moyenne au bâton en 1895. En 1896 il est devenu le deuxième joueur ayant frappé 4 coups de circuit en une seule partie. Ces 4 circuits furent des coups de circuits sur frappe intérieur - c'est-à-dire qu'il a frappé la balle en jeu et a touché aux quatre buts lui-même, sans frapper la balle au-dessus de la clôture. 
En 1897 il a rejoint les Senators de Washington dans la Ligue américaine et a frappé 0,376 pour remporter son deuxième titre du champion de la moyenne au bâton. Il est actuellement le seul joueur à l'avoir gagné dans la Ligue nationale et la Ligue américaine. 
Delahanty est mort avant de prendre sa retraite. En 1903 Il était dans un train aux Chutes du Niagara quand il fut expulsé par le contrôleur, car ivre et perturbateur. Il était en train de traverser un pont quand il est tombé (ou a sauté ?). Il est donc mort à l'âge de 35 ans, avec 2596 coups sûrs et une moyenne de 0,346, classé 3e par la Ligue majeure de baseball après Rogers Hornsby et Ty Cobb. Il fut élu au Temple de la renommée du baseball en 1945.

## Classements
- 3e pour la moyenne au bâton
- 34e pour les doubles
- 13e pour les triples
- 2e joueur à frapper quatre coups de circuit en une partie
- Élu au Temple de la renommée du baseball en 1945